# Kabinet-Sato III
Het kabinet–Sato III (Japans: 第3次佐藤内閣) was de regering van het Keizerrijk Japan van 14 januari 1970 tot 7 juli 1972.

## Kabinet–Sato III (1970–1972)
| Ambtsbekleder                                                | Ambtsbekleder        | Ambtsbekleder                                 | Functie                                    | Ambtstermijn     | Ambtstermijn     | Partij |
| ------------------------------------------------------------ | -------------------- | --------------------------------------------- | ------------------------------------------ | ---------------- | ---------------- | ------ |
|                                                              | Eisaku Sato          | Eisaku Sato 佐藤榮作 (1901–1975)              | Premier                                    | 9 november 1964  | 7 juli 1972      | LDP    |
|                                                              | Shigeru Hori         | Shigeru Hori 保利茂 (1901–1979)               | Secretaris- generaal                       | 30 november 1968 | 5 juli 1971      | LDP    |
|                                                              | Noboru Takeshita     | Noboru Takeshita 竹下登 (1924–2000)           | Secretaris- generaal                       | 5 juli 1971      | 7 juli 1972      | LDP    |
|                                                              |                      | Daisuke Akita 秋田大助 (1906–1988)            | Minister van Binnenlandse Zaken            | 14 januari 1970  | 5 juli 1971      | LDP    |
| Voorzitter van de Commissie voor Openbare Orde en Veiligheid |                      | Daisuke Akita 秋田大助 (1906–1988)            |                                            | 14 januari 1970  | 5 juli 1971      | LDP    |
|                                                              |                      | Motozaburo Tokai 渡海元三郎 (1915–1985)       | Minister van Binnenlandse Zaken            | 5 juli 1971      | 7 juli 1972      | LDP    |
| Voorzitter van de Commissie voor Openbare Orde en Veiligheid |                      | Motozaburo Tokai 渡海元三郎 (1915–1985)       |                                            | 5 juli 1971      | 7 juli 1972      | LDP    |
|                                                              | Kiichi Aichi         | Kiichi Aichi 愛知揆一 (1907–1973)             | Minister van Buitenlandse Zaken            | 30 november 1968 | 5 juli 1971      | LDP    |
|                                                              | Takeo Fukuda         | Takeo Fukuda 福田赳夫 (1905–1995)             | Minister van Buitenlandse Zaken            | 5 juli 1971      | 7 juli 1972      | LDP    |
| Minister van Financiën                                       | Takeo Fukuda         | Takeo Fukuda 福田赳夫 (1905–1995)             | 30 november 1968                           | 5 juli 1971      |                  | LDP    |
| Minister van Financiën                                       |                      | Mikio Mizuta                                  | Mikio Mizuta 水田三喜男 (1905–1976)        | 5 juli 1971      | 7 juli 1972      | LDP    |
|                                                              |                      | Takeharu Kobayashi 小林武治 (1899–1988)       | Minister van Justitie                      | 14 januari 1970  | 8 februari 1971  | LDP    |
|                                                              |                      | Daisuke Akita 秋田大助 (1906–1988)            | Minister van Justitie                      | 8 februari 1971  | 17 februari 1971 | LDP    |
|                                                              |                      | Koshiro Ueki 植木庚子郎 (1900–1980)           | Minister van Justitie                      | 17 februari 1971 | 5 juli 1971      | LDP    |
|                                                              | Shigesaburo Maeo     | Shigesaburo Maeo 前尾繁三郎 (1905–1981)       | Minister van Justitie                      | 5 juli 1971      | 7 juli 1972      | LDP    |
|                                                              | Kiichi Miyazawa      | Kiichi Miyazawa 宮澤喜一 (1919–2007)          | Minister van Economische Zaken             | 14 januari 1970  | 5 juli 1971      | LDP    |
|                                                              | Kakuei Tanaka        | Kakuei Tanaka 田中角榮 (1918–1993)            | Minister van Economische Zaken             | 5 juli 1971      | 7 juli 1972      | LDP    |
|                                                              |                      | Tsuneo Uchida 内田常雄 (1907–1977)            | Minister van Volksgezondheid en Welzijn    | 14 januari 1970  | 5 juli 1971      | LDP    |
|                                                              | Noboru Saito         | Noboru Saito 斎藤昇 (1903–1973)               | Minister van Volksgezondheid en Welzijn    | 5 juli 1971      | 7 juli 1972      | LDP    |
|                                                              |                      | Masakatsu Nohara 野原正勝 (1906–1983)         | Minister van Arbeid                        | 14 januari 1970  | 5 juli 1971      | LDP    |
|                                                              |                      | Kenzaburo Hara 原健三郎 (1907–2004)           | Minister van Arbeid                        | 5 juli 1971      | 28 januari 1972  | LDP    |
|                                                              | Noboru Saito         | Toshiro Tsukahara 塚原俊郎 (1910–1975)        | Minister van Arbeid                        | 28 januari 1972  | 7 juli 1972      | LDP    |
|                                                              | Michita Sakata       | Michita Sakata 坂田道太 (1916–2004)           | Minister van Onderwijs                     | 30 november 1968 | 5 juli 1971      | LDP    |
|                                                              | Saburo Takami        | Saburo Takami 高見三郎 (1904–1978)            | Minister van Onderwijs                     | 5 juli 1971      | 7 juli 1972      | LDP    |
|                                                              | Tomisaburo Hashimoto | Tomisaburo Hashimoto 橋本登美三郎 (1901–1990) | Minister van Transport en Infrastructuur   | 14 januari 1970  | 5 juli 1971      | LDP    |
|                                                              |                      | Takashiro Niwa 丹羽喬四郎 (1904–1978)         | Minister van Transport en Infrastructuur   | 5 juli 1971      | 7 juli 1972      | LDP    |
|                                                              |                      | Ryutaro Nemoto 根本龍太郎 (1907–1990)         | Minister van Bouw en Constructie           | 14 januari 1970  | 5 juli 1971      | LDP    |
|                                                              |                      | Eichi Nishimura 西村英一 (1897–1987)          | Minister van Bouw en Constructie           | 5 juli 1971      | 7 juli 1972      | LDP    |
|                                                              |                      | Tadao Kuraishi 倉石忠雄 (1900–1986)           | Minister van Landbouw, Bosbouw en Visserij | 14 januari 1970  | 5 juli 1971      | LDP    |
|                                                              |                      | Munenori Akagi 赤城宗徳 (1904–1993)           | Minister van Landbouw, Bosbouw en Visserij | 5 juli 1971      | 7 juli 1972      | LDP    |
|                                                              |                      | Ichitaro Ide 井出一太郎 (1912–1996)           | Minister van Communicatie en Post          | 14 januari 1970  | 5 juli 1971      | LDP    |
|                                                              |                      | Masao Hirose 広瀬正雄 (1906–1980)             | Minister van Communicatie en Post          | 5 juli 1971      | 7 juli 1972      | LDP    |